# NGC 5333
NGC 5333 é uma galáxia lenticular (SB0) localizada na direcção da constelação de Centaurus. Possui uma declinação de -48° 30' 46" e uma ascensão recta de 13 horas, 54 minutos e 24,1 segundos.
A galáxia NGC 5333 foi descoberta em 2 de Julho de 1834 por John Herschel.